# Niccolò Polo
Niccolò Polo (Venezia, ... – Venezia, prima del 1300) è stato un mercante ed esploratore italiano, padre di Marco Polo, il noto esploratore veneziano.
Prima della nascita di Marco, divenne mercante, e assieme al fratello minore Matteo si stabilì a Costantinopoli dove impiantò una vasta attività commerciale poi estesa anche a Sudak in Crimea e nella parte occidentale dell'Impero mongolo. Essi fecero un viaggio in quella che è la moderna Cina e quindi tornarono provvisoriamente in Europa latori di un messaggio per il Papa da parte dell'imperatore della Cina. Ripartiti assieme al figlio Marco, i Polo fecero un altro viaggio in Oriente, così come narrato nel libro Il Milione.

## Biografia

### Primo viaggio

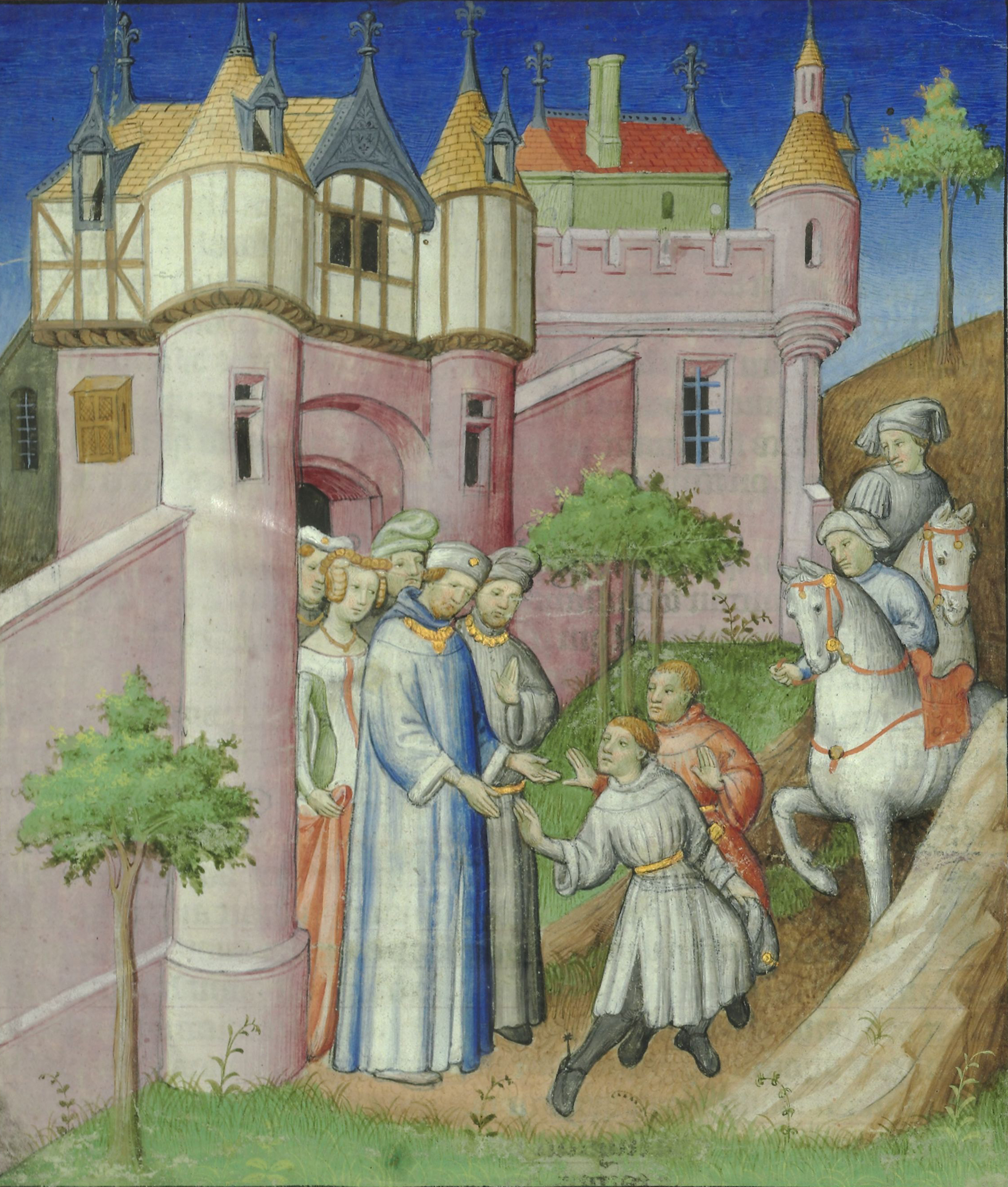
Niccolò e Matteo Polo lasciano Costantinopoli per recarsi in Oriente nel 1259.

Lasciando il figlio Marco bambino a Venezia, Niccolò ed il fratello Matteo partirono per Costantinopoli dove risiedettero per diversi anni. Essi poterono condurre i loro commerci godendo delle facilitazioni, politiche e fiscali, concesse loro per il contributo dato, dalla Repubblica di Venezia, alla conquista di Costantinopoli nel corso della IV Crociata del 1204. Comunque, ritenendo che la situazione politica della città era divenuta precaria, decisero di trasferire i loro affari a Soldaia, città della Crimea, e lasciarono Costantinopoli nel 1259 o 1260. La loro decisione si dimostrò saggia. Costantinopoli venne riconquistata nel 1261 da Michele Palaeologo, regnante dell'Impero di Nicea, che distrusse il quartiere veneziano. I veneziani catturati vennero accecati, mentre molti di quelli che tentarono la fuga perirono sulle imbarcazioni sovraccariche che tentavano di dirigersi verso le altre colonie veneziane del Mar Egeo.

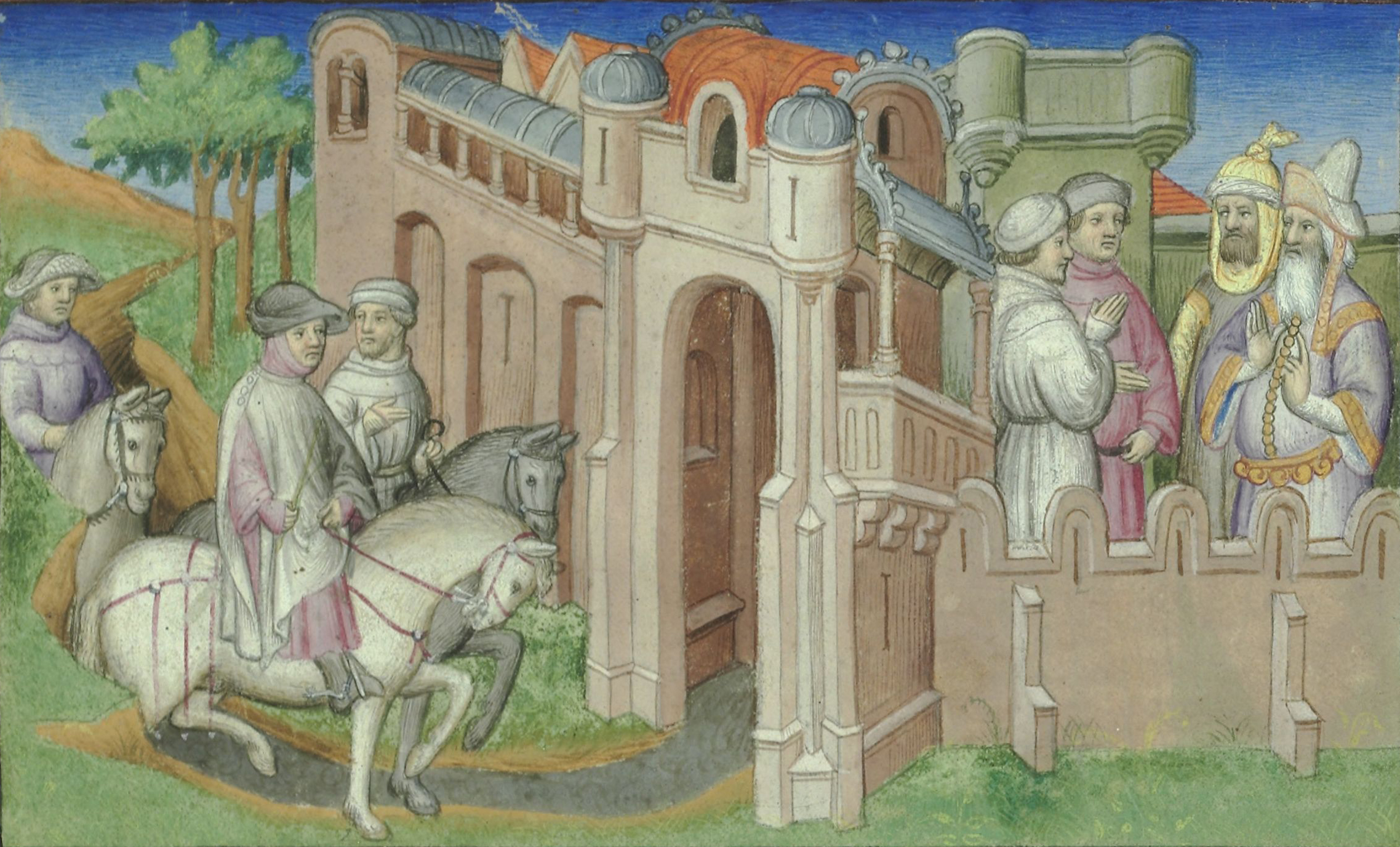
Niccolò e Matteo a Bukhara, dove rimasero per tre anni. Essi erano stati invitati da un inviato di Hulagu (a destra) a viaggiare verso oriente per visitare Kublai Khan

La loro nuova residenza, sul bordo nord del Mar Nero, Soldaia, era stata frequentata da commercianti veneziani dal XII secolo. Quando i Polo vi giunsero, faceva parte del nuovo stato mongolo noto come Khanato dell'Orda d'Oro. Alla ricerca di migliori profitti, i Polo continuarono il loro viaggio verso Saraj, dove si trovava la corte di  Berke Khan, il sovrano del Khanato dell'Orda d'Oro. A quel tempo, la città di Saraj non era altro che un enorme accampamento e i Polo vi rimasero per circa un anno. Alla fine, decisero di lasciare la Crimea, a causa di una guerra civile tra Berke e suo cugino Hulagu o forse a causa del cattivo rapporto tra Berke Khan e l'Impero bizantino. Pertanto si trasferirono più a est a Bukhara, nell'attuale Uzbekistan, dove rimasero per tre anni.
Nel 1264, Niccolò e Matteo si unirono ad un'ambasciata inviata da Hulagu al fratello Kublai Khan. Nel 1266, raggiunsero la sede del Kublai Khan a Khanbaliq, oggi Pechino in Cina. Nel suo libro, Il Milione, Marco spiega come Kublai Khan ricevette ufficialmente i Polo e li mandò indietro, con un mongolo di nome Koeketei, come ambasciatori presso il Papa. Portavano con sé una lettera del Khan con la richiesta dell'invio di cento missionari istruiti che potessero insegnare il cristianesimo ed i costumi occidentali al suo popolo e olio della lampada del Santo Sepolcro. La lettera conteneva anche una  paiza, una tavoletta d'oro lunga 30 cm e larga 7, che autorizzava il titolare a richiedere ed ottenere l'alloggio, i cavalli e il cibo in tutto il dominio del Kublai Khan. Koeketei si dileguò nel bel mezzo del viaggio, lasciando i Polo a viaggiare da soli a Ayas nel Regno armeno di Cilicia. Da quella città portuale, salparono verso San Giovanni d'Acri, capitale del Regno di Gerusalemme.
La lunga sede vacante fra la morte di Papa Clemente IV, nel 1268, e l'elezione del nuovo papa nel 1271 ritardò il tentativo dei Polo di adempiere alla richiesta di Kublai Kan. Su suggerimento di Teobaldo Visconti, allora legato papale presso il reame d'Egitto, ad Acri per la IX Crociata, i due fratelli tornarono a Venezia nel 1269 o 1270, in attesa dell'elezione del nuovo papa. Qui Niccolò rivide suo figlio Marco, allora quindicenne o sedicenne, che era vissuto con i suoi zii dopo la morte della madre quando egli era ancora in tenera età.

### Secondo viaggio

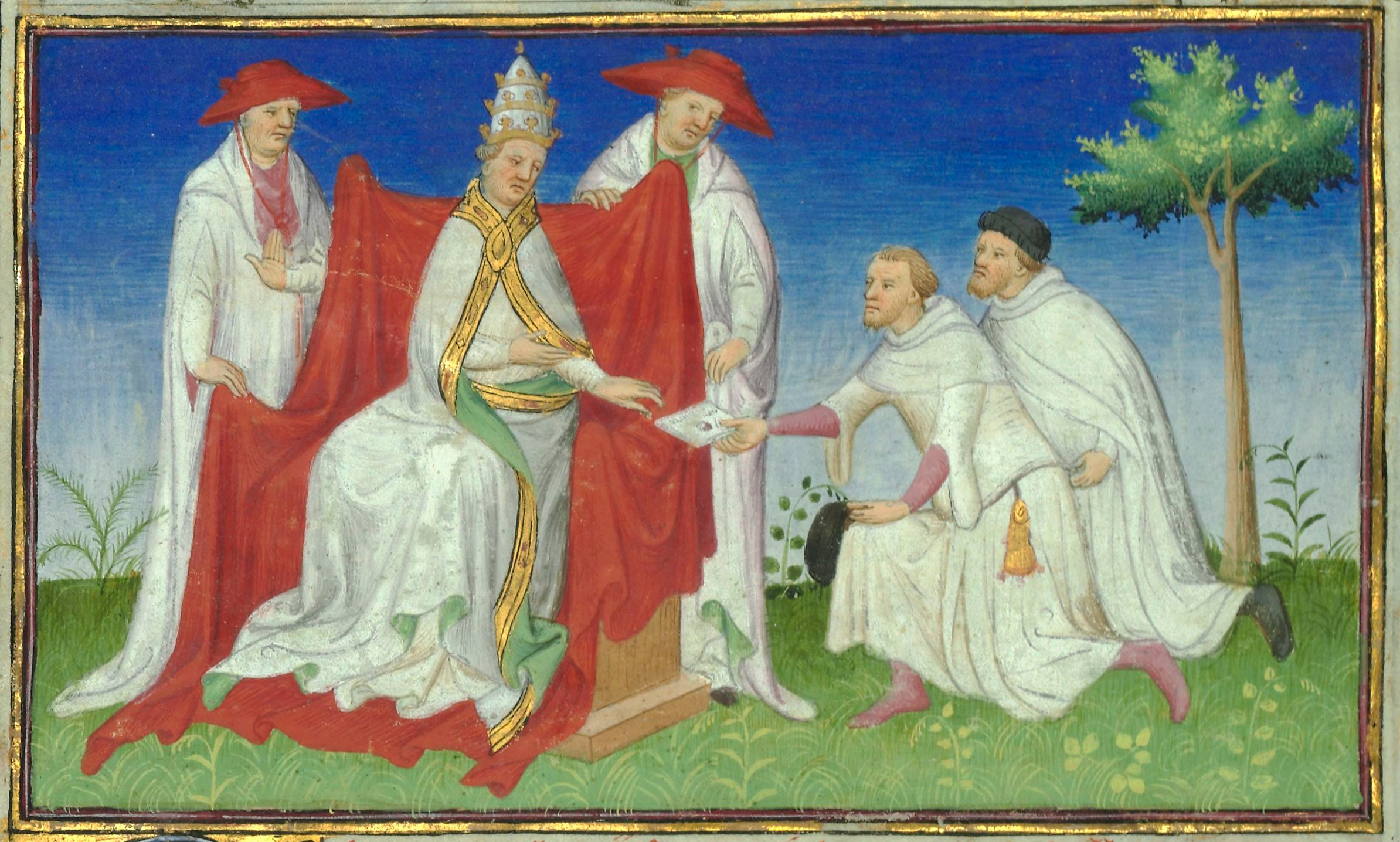
Niccolò e Matteo Polo consegnano un messaggio del Kublai Khan a Papa Gregorio X nel 1271.

Appena eletto, nel 1271, Papa Gregorio X (l'ex Teobaldo Visconti) ricevette il messaggio del Kublai Khan, consegnatogli da Niccòlo e Matteo. Kublai Khan richiedeva l'invio di cento missionari e olio della lampada di Gerusalemme. I due Polo (questa volta accompagnati dal diciassettenne Marco) tornarono in Mongolia, accompagnati da due frati domenicani, Niccolò da Vicenza e Guglielmo di Tripoli. I due religiosi però non terminarono il viaggio a causa della loro paura, ma i Polo raggiunsero Kanbaliq e consegnarono a Kublai i regali da parte del Papa nel 1274. Si dice che i Polo abbiano percorso la Via della seta a nord sebbene altri sostengono la tesi di un percorso a sud.
I Polo trascorsero i successivi diciassette anni in Cina. Kublai Khan prese in simpatia Marco, che era un narratore coinvolgente, e lo inviò in molte missioni diplomatiche in tutto il suo impero. Marco svolse incarichi diplomatici, ma intrattenne il khan con storie interessanti e osservazioni sulle terre da lui percorse. Secondo il racconto di viaggio di Marco, i Polo chiesero più volte il permesso di tornare in Europa, ma il Khan apprezzava così tanto i suoi ospiti che non gli concesse mai di partire.
Nel 1291 Kublai affidò a Marco il suo ultimo compito, scortare la principessa mongola Koekecin (Cocacin ne Il Milione) alla dimora del suo fidanzato, l'Ilkhan Arghun. Il convoglio viaggiò per mare, con partenza dal porto della città meridionale di Quanzhou e fece vela per Sumatra, e poi per la Persia, via Sri Lanka e India (passando per Mylapore, Madurai e Alappuzha, da lui soprannominata Venezia d'Oriente). Nel 1293 o 1294 i Polo raggiunsero Hormoz e l'Ilkhanato, governato da Gaykhatu dopo la morte di Argun, cosicché la giovane principessa Koekecin sposò il figlio di Arghun, Ghazan. Partirono quindi per Trebisonda dove si imbarcarono e passando per Costantinopoli giunsero a Venezia nel 1295.